# Hannes Grebner

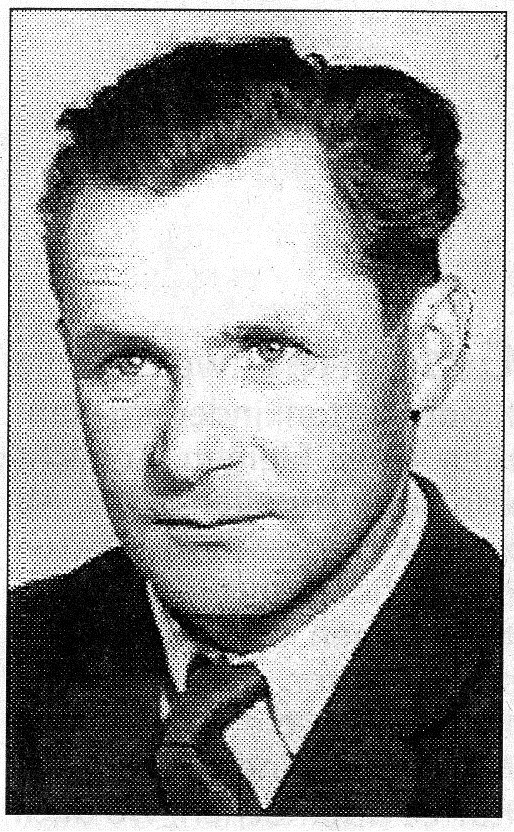
Hannes Grebner

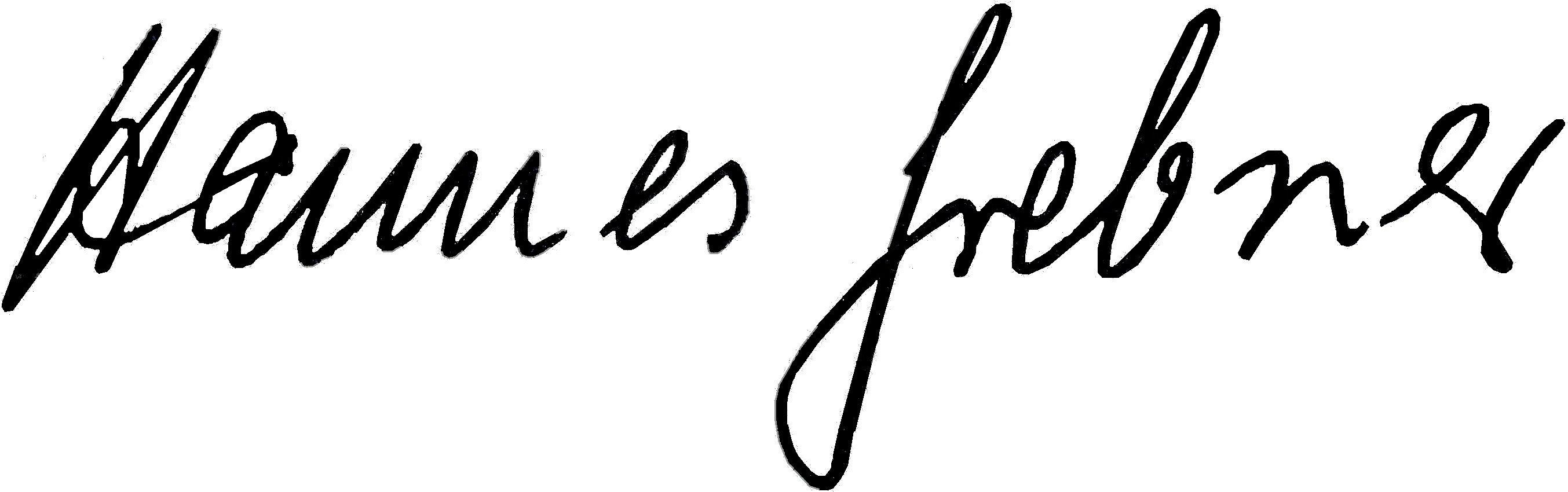
Unterschrift

Johannes „Hannes“ Grebner (* 4. Oktober 1921 in Großlangheim; † 9. Februar 1971 ebenda) war ein deutscher Mundart- und Heimatdichter und Komponist.
Das bekannteste seiner Lieder ist das Starla-Lied, das mitunter im Radio gespielt wird und in dem die traditionelle Arbeit im Weinberg beschrieben wird. In seinen Versen und Liedern thematisiert Grebner oft die Liebe zu seinem Heimatort, zur Natur und zur Gegend um den Schwanberg.

## Leben
Grebner wuchs auf dem elterlichen Anwesen in Großlangheim in Unterfranken auf. Nach der Schulzeit arbeitete er in der Landwirtschaft und im Weinanbau. 1941 wurde er zur Wehrmacht eingezogen und kehrte erst nach Kriegsende 1945 in seinen Heimatort zurück, wo er wieder in der Landwirtschaft arbeitete. Mit der Mechanisierung und dem technischen Fortschritt in der Landwirtschaft reichten die Erträge aus Landwirtschaft und Weinbau nicht mehr aus, um die Familie mit drei Kindern zu ernähren – Grebner arbeitete schließlich als Heizer auf einem Flugplatz und in den Fulguritwerken.

## Musikalisches Schaffen
Die Kriegszeit und damit die Zeit in der Fremde hat er in einer Strophe des Liedes Am Schwombarch verarbeitet. Die Liebe zum Heimatort und sein Talent zum Komponieren und Dichten zeigen sich auch in dem Lied Wir waren am herrlichen Rheine, das während eines Ausfluges an den Rhein entstanden war.
Grebners erste Lieder wurden durch die Landjugend unters Volk gebracht; er sorgte mit der Ziehharmonika für musikalische Begleitung. Hatte er gesungene Melodie und Verse verinnerlicht, wurde so mancher Text auf einem Stück eines Kunstdüngersacks (früher aus Papier) niedergeschrieben. Sein damaliger Hauptlehrer Alois Worschech half beim Aufschreiben der Noten. Die meisten von Grebners Liedern sind in Hannes Grebner – Mundartliches aus Großlangheim veröffentlicht, das der frühere Bezirksheimatpfleger Reinhard Worschech zusammenstellte.
Lieder von Hannes Grebner gesungen sind auf der Homepage des Gesangverein Sängerlust 1912 Großlangheim e.V. veröffentlicht.

## Belege
1. ↑  Erwähnung  bei volksmusik-forschung.de
2. ↑  Erwähnung beim Bundessingen 2015
3. ↑  MGV-Großlangheim

| Personendaten    | Personendaten                   |
| ---------------- | ------------------------------- |
| NAME             | Grebner, Hannes                 |
| ALTERNATIVNAMEN  | Grebner, Johannes (Geburtsname) |
| KURZBESCHREIBUNG | deutscher Liedtexter            |
| GEBURTSDATUM     | 4. Oktober 1921                 |
| GEBURTSORT       | Großlangheim                    |
| STERBEDATUM      | 9. Februar 1971                 |
| STERBEORT        | Großlangheim                    |